# Novelda
Novelda – gmina w Hiszpanii, w prowincji Alicante, we wspólnocie autonomicznej Walencja, o powierzchni 75,65 km². W 2011 roku liczyła 26 692 mieszkańców.